# Arūnas Valinskas

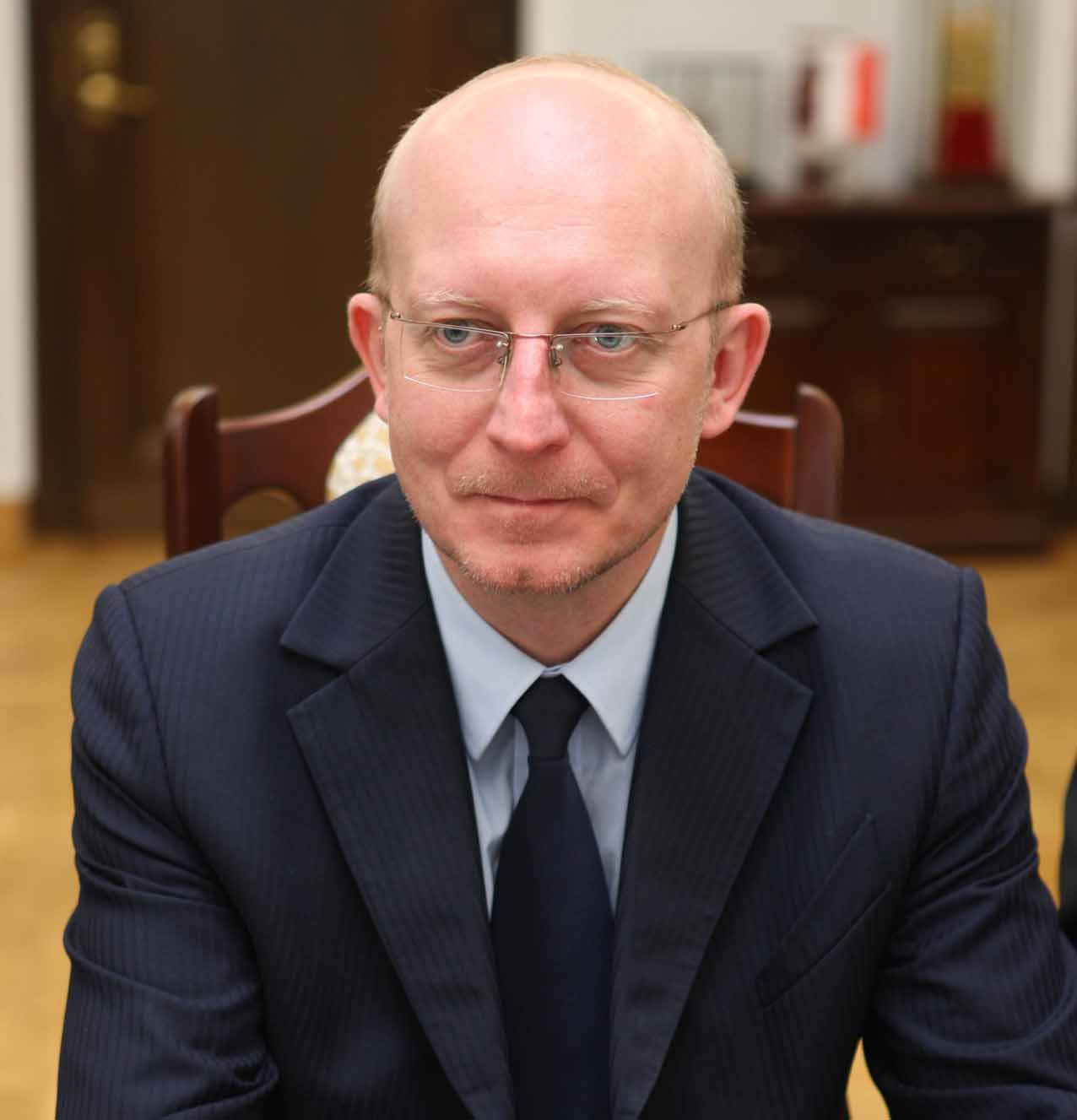

Arūnas Valinskas, né le 28 novembre 1966 à Lazdijai en Lituanie, est un homme politique lituanien, président du parlement entre le (17 novembre 2008 et le 15 septembre 2009). Il menait auparavant une carrière de présentateur de show télévisés et de producteur de télévision. Il est le fondateur et président du Parti de la résurrection nationale et est un temps candidat à l'élection présidentielle de mai 2009 avant de retirer sa candidature.
Valinskas est marié à une chanteuse et présentatrice de show lituanienne Inga Valinskienė et a deux fils Arūnas et Šarūnas.